# Алтун ярук
Алту́н яру́к — памятник древнеуйгурской письменности. Дословно на русский язык переводится как «Золотой блеск». Полное название на древнеуйгурском языке «Алтун онлук ярук ялтыраклы копта котирилмиш ном илики атлык ном» («Сияющая золотым блеском, над всеми превознесённая царь-книга»). Книга содержит перевод с китайского языка буддийского махаянского сочинения «Сутра Золотого Блеска» (ранее на китайский язык эта сутра была переведена с санскрита) и две легенды: «Легенду о правителе Кю-Тау» и «Легенду о принце и тигрице».

## История находки
Наиболее полным является список рукописи, найденный российским учёным С. Е. Маловым в китайском селении Вуншигу (по-уйгурски Инджян) в Восточном Туркестане (китайская провинция Ганьсу), недалеко от города Сучжоу, куда он прибыл 3 марта 1910 года в сопровождении жёлтых уйгуров, собиравшихся из окрестных селений два раза в год в местной буддийской ступе для празднований. В западном Китае С. Е. Малов находился в командировке от «Русского комитета для изучения Средней и Восточной Азии» для лингвистических исследований. Часть листов уйгурской рукописи были найдены за статуей Будды, которые находились там «в качестве ненужного и бесполезного, но всё же „священного“ хлама». Другая часть рукописи была получена Маловым от старосты Вуншигу и от губернатора Сучжоу.
Такая же уйгурская рукопись с переводом «Сутры золотого блеска» была найдена в Турфанском оазисе третьей прусской экспедицией под руководством Ф. Мюллера и частично опубликована уже в 1908 году. Но в основном археологические экспедиции из Китайского Туркестана располагали памятниками письменности, извлечёнными из земли, и по этой причине представляющими собой мелкие дефектные обрывки, хотя и содержащие памятники, написанные руническим (орхоно-енисейским), сирийским и уйгурским алфавитами.

## Время создания и авторы списков
В конце VII века китайским буддийским монахом Ицзином с оригинала буддийского вероучительного сочинения на санскрите «Сутры золотого блеска» (санскр. सुवर्णप्रभासोत्तमसूत्रेन्द्रराज IAST: suvarṇaprabhāsottamasūtrendrarājaḥ) был сделан список на китайском языке.
В X веке жителем города Бешбалык Сынгку Сели Тудунгом с китайского списка была создана уйгурская рукопись «Алтун ярук», с которой, в свою очередь, делались новые списки включительно до XVII века. Так, к примеру, С. Е. Маловым по пометкам на полях текста и допискам в найденной им рукописи было установлено, что уйгурский список, найденный в Буншигу, был создан разными монахами в 26 год правления цинского императора Канси, то есть в 1687 году. На странице 34 им была обнаружена приписка:

в двадцать шестой год правления Дай Цинской династии Кан-си, в год зайца, элемент — огонь в очаге; закончил писать (эту книгу) состоящий при кумирне «Ку-йи-куа» (монах) Бильгя Талуй шаби по просьбе Ратна Вачира в городе Дун-Хуане, в десятый месяц, в двадцать четвёртый счастливый день. Да будет эта книга последующим (читателям) искупленным молением. Хорошо!

На странице 199:

в правление августейшего Кан-си, в двадцать шестой год, я, бедный Ратна Вачир Шаби, закончил писать ради избавления моих покойных родителей

На странице 458:

шестая книга переписана в двадцать шестой год правления Кан-си, шестого месяца, в 22 день. Бедный Свавсти Тойын. Да будет это моление хорошим монахам!

Кроме уйгурского перевода сутры, существовали монгольские, тибетские, согдийские, тюркские версии, вариант на хотаносакском языке, а также переписанный тангутским письмом в государстве Си Ся.

## Описание рукописи

Алтун ярук. Начало легенды о правителе Кю-тау

К моменту обнаружения рукописи само содержание сутры не представляло большого интереса для учёных, так как к этому времени оно было довольно хорошо известно по спискам на санскрите, тибетском, китайском, монгольском и других языках. Рукопись представляла интерес как памятник домусульманской буддийской культуры тюрков, написанный на уйгурском языке.
Рукопись была написана на очень хорошей жёлтой бумаге. Каждая страница размером 60 на 23 см содержит в среднем 22-25 строк крупного нескорописного письма. На первых листах «Золотого блеска» (кроме первой книги-предисловия) изображён Будда и находятся тибетские надписи. Некоторые слова, например, бурхан, написаны красной краской.
Рукопись была написана очень чётко, практически без ошибок. При ошибках содержится пометка в виде чёрточки с правой стороны. Звуки p-b, š-s, ž-z, k-g буквами не различаются. t-d, s и z могут почти при всех положениях заменять друг друга. Например: asun, azun — мир, вселенная; atyn, adyn — другой, иной; dürlüg, türlüg, türlük — различный.
Сутра пользовалась большой популярностью из-за её «большой спасительной силы», о чём сообщается в предисловии к сочинению в виде двух легенд («Легенда о правителе Кю-Тау» и «Легенда о принце и тигрице»). Очевидно поэтому она многократно переписывалась и сохранилась в нескольких списках. В первой легенде рассказывается об избавлении правителя города от сильных мучений после обещания заказать перепись сутру и пожертвовать её в буддийский монастырь. Во-второй — о спасении женщины от болезней и переселении в мир людей убитых ею животных, после чтения женщиной «Золотого блеска».

## Значение
Как отмечал С. Е. Малов с обнаружением рукописи появилась возможность составить более полный словарь древнеуйгурского языка, что облегчило чтение других памятников древнеуйгурской письменности. Кроме этого, считалось, что уйгурская письменность существовала, примерно, до рубежа XIV—XV веков, при этом в упадочном состоянии только в канцеляриях Тимуридов. Но с находкой С. Е. Малова граница отодвинулась более чем на два столетия. При этом учёный делал вывод, что через ещё два столетия (начало XX века) среди уйгуров не осталось даже воспоминаний о существовании их родной письменности. Хотя почти все основные книги буддизма были переведены уйгурами на свой язык и хранились в монастырских библиотеках.